# Massacre de Alindao em 2018

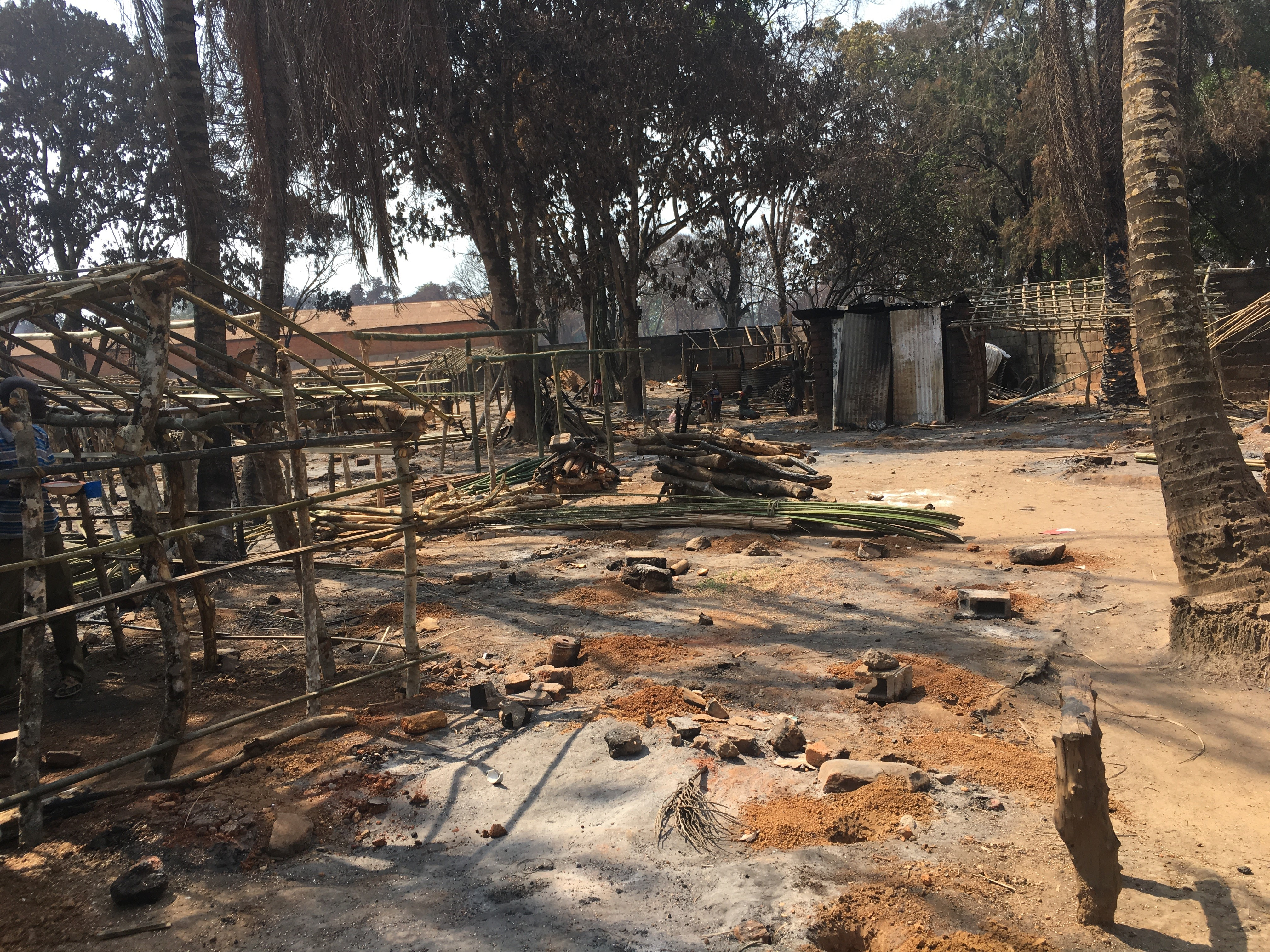
Mercado incendiado em Alindao após o massacre.

Massacre de Alindao de 2018 ocorreu em 15 de novembro de 2018 quando pelo menos 112 pessoas, incluindo 19 crianças, 44 mulheres e 49 homens, foram mortos em ataques a campos de refugiados em Alindao. Pelo menos 27 pessoas ficaram feridas, incluindo quatro crianças.

## Antecedentes
Em 14 de novembro, seis supostos combatentes anti-balakas mataram um agricultor muçulmano de cinquenta anos a 1 km de Alindao. Na manhã seguinte, dois anti-balakas suspeitados mataram duas pessoas dirigindo uma motocicleta. Os membros da comunidade muçulmana em Alindao acusaram a população cristã da cidade, incluindo moradores de campos de deslocados internos, de fornecer apoio aos combatentes anti-balakas.

## Eventos

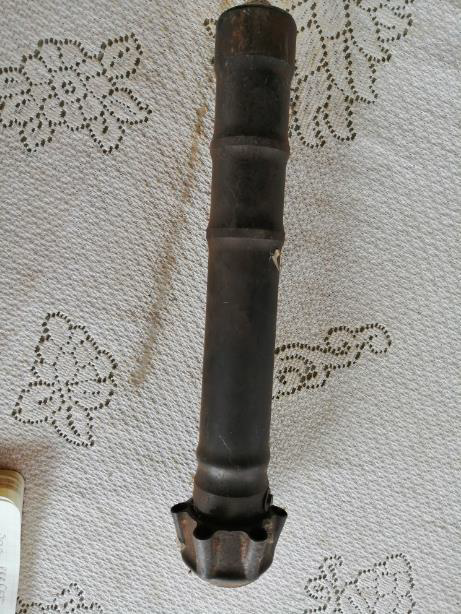
Imagem de uma granada propelida por foguete (RPG) remanescente encontrada por uma testemunha após o ataque da UPC nas instalações dos deslocados internos em Alindao.

### Massacre
Em 15 de novembro, por volta das 8h, muçulmanos locais, apoiados por combatentes armados da União para a Paz na República Centro-Africana (UPC), começaram a entrar das instalações dos deslocados internos pelo noroeste, principalmente a pé e com veículos. Entre 200 e 400 atacantes armados incluíam, além de combatentes da União para a Paz na República Centro-Africana, uma milícia local chamada "mujahedin", composta pela juventude muçulmana de Alindao. Cerca de 12 combatentes anti-balakas armados com armas de fogo caseiras conseguiram resistir ao ataque até que ficaram sem munição e foram forçadas a se retirar às 10:00 horas, permitindo que os atacantes invadissem o acampamento.
No início do ataque, 35 soldados da MINUSCA estavam presentes no local da base localizada no centro do acampamento, bem como em quatro postos avançados de segurança. No entanto, eles não enfrentaram os atacantes e simplesmente se retiraram para sua base.
A primeira onda de atacantes consistindo principalmente de combatentes da União para a Paz na República Centro-Africana começou a disparar indiscriminadamente com rifles de assalto contra civis. O segundo grupo, composto por civis muçulmanos, começou a saquear as propriedades das pessoas deslocadas, bem como as propriedades das ONGs locais e da igreja. No final da tarde, uma terceira onda de atacantes, composta por combatentes da União para a Paz na República Centro-Africana de Bokolobo, incendiou o acampamento. Às 16:00, os atacantes se retiraram do acampamento, permitindo que os combatentes anti-balakas retornassem e saquearam os itens restantes do local.
Dois padres católicos, Prospère Blaise Mada e Célestin Ngoumbango foram assassinados. Embora não se saiba se eles foram alvejados intencionalmente, estavam usando batina enquanto foram mortos.
Em 16 e 17 de novembro, trabalhadores da Cruz Vermelha da República Centro-Africana enterraram 68 corpos em 20 valas comuns e duas valas individuais menores.

### Roubo
Durante o massacre, os atacantes saquearam pertences privados e da igreja e destruíram ou roubaram ajuda humanitária, incluindo comida, dinheiro, veículos, equipamentos e registros escritos de instituições educacionais, humanitárias e médicas. Vários prédios de alvenaria foram destruídos ou vandalizados, incluindo parte do catedral e pelo menos metade das instalações dos deslocados internos. Alguns dos atacantes posteriormente transportaram os bens saqueados usando veículos.

### Deslocamento
Quase toda a população do campo de 17.732 pessoas foi forçada a fugir para a base local da MINUSCA e para o matagal ao redor de Alindao, onde tiveram que permanecer por vários dias sofrendo de fome, sede e falta de abrigo e assistência médica. A maioria das pessoas retornou ao campo e começou a reconstruir suas casas após o aumento da presença de forças de paz da MINUSCA.

### Ataques a locais religiosos e humanitários
Durante os ataques, pelo menos seis ONGs e uma agência da ONU foram alvejadas. Os atacantes os acusaram de apoiar os anti-balakas e favorecer os moradores cristãos. Também roubaram pelo menos dois veículos de ONGs, além de três motocicletas. Os combatentes da União para a Paz na República Centro-Africana alertaram o pessoal da ONG local para não prestar assistência médica às pessoas feridas.

## Consequências
Em 21 de dezembro de 2021, o general da União para a Paz na República Centro-Africana Idriss Ibrahim Khalil, também conhecido como "Bin Laden", e o general anti-balaka Dago, responsáveis pelo massacre, se renderam ao governo em Alindao. Entretanto, ainda não foram acusados ou presos por seus crimes.
Outro general da União para a Paz na República Centro-Africana que teria sido responsável pelo massacre, Hassan Bouba, foi nomeado ministro da pecuária no governo de Faustin-Archange Touadéra. Embora fosse preso em novembro de 2021, foi libertado pouco depois.